# Бетаки, Павел Васильевич
Па́вел Васи́льевич Бета́ки (3 (15) ноября 1888 — 22 января 1942, Ленинград, РСФСР, СССР) — советский художник-постановщик.

## Биография
Павел Бетаки родился 15 ноября 1888 года в Ростове-на-Дону.
После окончания гимназии уехал в Москву и поступил в Строгановское училище, затем учился в Московском училище живописи, ваяния и зодчества.
С 1914 года и по 1916 год работал в фирмах Александра Ханжонкова и Дмитрия Харитонова. После революции некоторое время работал в Российском телеграфном агентстве (РОСТА). 
Затем переехал в Ленинград и в 1925 году поступил на работу художником на фабрику «Ленинградкино» (после 1936 года преобразованную в киностудию «Ленфильм»), за годы работы на которой, как художник-постановщик, оформил более трёх десятков кинокартин.
Погиб 22 января 1942 года в блокадном Ленинграде.

## Семья
- Жена — пианистка Сабина Борисовна Маркус, выпускница Киевской консерватории, дочь купца первой гильдии, родная тётя С. Я. Маршака[1].  
  - Сын Василий Павлович Бетаки (1930—2013), поэт и переводчик, в 1973 г. эмигрировал во Францию.

## Фильмография
1. 1925 — Коммунит (Режиссёр-постановщик: Яков Морин)
2. 1925 — Наводнение (короткометражный) (Режиссёр-постановщик: Борис Светлов)
3. 1926 — Катерина Измайлова (Режиссёр-постановщик: Чеслав Сабинский)
4. 1926 — Песнь тундры (Режиссёр-постановщик: Александр Пантелеев)
5. 1926 — Чужие (Режиссёр-постановщик: Борис Светлов)
6. 1927 — Из-под сводов мечети (Режиссёр-постановщик: Казимир Гертель)
7. 1927 — На рельсах (Режиссёры-постановщики: Иван Худолеев, Александр Иванов)
8. 1927 — Чадра (Режиссёр-постановщик: Михаил Авербах)
9. 1928 — Прокажённая (совместно с Б. Челли) (Режиссёр-постановщик: Олег Фрелих)
10. 1929 — Гюль и Толмаз (картина не была закончена) (Режиссёр-постановщик: Владимир Барский)
11. 1929 — Зелимхан (Режиссёр-постановщик: Олег Фрелих)
12. 1930 — Две силы (среднеметражный) (Режиссёр-постановщик: Ной Галкин)
13. 1930 — Кто виноват? (Режиссёр-постановщик: Ной Галкин)
14. 1930 — Мёртвая душа (совместно с Семёном Мейнкиным, К. Ладогиной) (Режиссёр-постановщик: Владимир Фейнберг)
15. 1930 — Наши девушки (Режиссёр-постановщик: Владимир Браун)
16. 1930 — Фриц Бауэр (совместно с Николаем Суворовым) (Режиссёр-постановщик: Владимир Петров)
17. 1930 — Чужой берег (Режиссёр-постановщик: Марк Донской)
18. 1931 — Запах великой империи (Режиссёр-постановщик: Сергей Глаголин)
19. 1931 — Конец Нахаловки (Режиссёр-постановщик: Мануэль Большинцов)
20. 1932 — Блестящая карьера (Режиссёр-постановщик: Владимир Браун)
21. 1932 — Ошибка героя (Режиссёр-постановщик: Эдуард Иогансон)
22. 1931 — Парень с берегов Миссури (Режиссёр-постановщик: Владимир Браун)
23. 1932 — Родная кровь (совместно с Николаем Суворовым) (Режиссёр-постановщик: Рафаил Музыкант)
24. 1932 — Утирайте слёзы (Режиссёр-постановщик: Пётр Кириллов)
25. 1934 — Королевские матросы (Режиссёр-постановщик: Владимир Браун, соРежиссёр Исаак Менакер)
26. 1934 — Наследный принц Республики (Режиссёр-постановщик: Эдуард Иогансон)
27. 1937 — Большие крылья (совместно с Эдуардом Криммером) (Режиссёр-постановщик: Михаил Дубсон, соРежиссёр Карл Гаккель)
28. 1938 — Маска (короткометражный) (Режиссёр-постановщик: Сергей Сплошнов)
29. 1938 — Профессор Мамлок (Режиссёры-постановщики: Герберт Раппапорт, Адольф Минкин)
30. 1939 — Гость (Режиссёр-постановщик: Герберт Раппапорт, Адольф Минкин)
31. 1941 — Киноконцерт 1941 г. (совместно с Семёном Манделем) (Режиссёры-постановщики: Исаак Менакер, Адольф Минкин, Герберт Раппапорт, Семён Тимошенко, Михаил Шапиро, Михаил Цехановский)